# 切尔尼戈夫公国
切尔尼戈夫公国（烏克蘭語：Чернігівське князівство) 是東歐歷史上的一個國家，該國成立于10世纪，該國的領土範圍相當於現今的俄罗斯、白俄罗斯和乌克兰的部分地区。